# Thyreus priesneri
Thyreus priesneri là một loài Hymenoptera trong họ Apidae. Loài này được Lieftinck mô tả khoa học năm 1968.